# November Criminals
Cet article concerne le film de Sacha Gervasi. Pour le roman de Sam Munson, voir  The November Criminals.
Pour plus de détails, voir Fiche technique et Distribution.
November Criminals est un film américain réalisé par Sacha Gervasi, sorti en 2017. Il s'agit d'une adaptation cinématographique du roman The November Criminals (en) de Sam Munson publié en 2010.

## Synopsis
Se sentant coupable du décès de sa mère, Addison, un jeune étudiant, enquête sur le meurtre de son meilleur ami avec l'aide de Phoebe, une de ses amies dont il est amoureux.

## Fiche technique
- Titre original : November Criminals
- Titre québécois : Novembre Trouble
- Réalisation : Sacha Gervasi
- Scénario : Sacha Gervasi et Steven Knight, d'après le roman The November Criminals de Sam Munson
- Direction artistique :
- Décors :
- Costumes :
- Photographie : Mihai Mălaimare Jr.
- Montage : Martin Pensa (en)
- Musique : David Norland
- Casting :
- Production : Marc Bienstock, Ara Keshishian, Beth O'Neil, Erika Olde et Steven Rales
- Sociétés de production : Black Bicycle Entertainment, Indian Paintbrush et Lotus Entertainment
- Société de distribution : 
  -  États-Unis : Sony Pictures Worldwide Acquisitions
  -  France : Sony Pictures Releasing France
- Budget : n/a
- Pays d'origine :  États-Unis
- Langue originale : anglais
- Format : couleur
- Genre : thriller, drame, policier
- Durée : 85 minutes
- Dates de sortie :
  -  États-Unis : 7 novembre 2017 (vidéo à la demande)
  -  États-Unis : 8 décembre 2017 (sortie limitée)
  -  France : 17 janvier 2018 (en DVD)

 Sauf indication contraire, les informations mentionnées dans cette section peuvent être confirmées par la base de données cinématographiques IMDb,  présente dans la section « Liens externes ».

## Distribution
- Ansel Elgort (VFB : Grégory Praet) : Addison Schacht
- Chloë Grace Moretz (VFB : Ludivine Deworst) : Phoebe « Digger » Sullivan
- David Strathairn (VFB : John Debrynine) : Theo Schacht
- Catherine Keener (VFB : Perrine Delers) : Fiona
- Terry Kinney (VFB : Patrick Waleffe) : le principal Michael Karlstadt
- Cory Hardrict (VFB : Marvin Schlik) : Dr Cash
- Philip Ettinger (en) (VFB : Alexandre Crépet) : Mike Lorriner
- Danny Flaherty (VFB : Loïc Buisson) : Noel
- Victor Williams (VFB : Jean-Michel Vovk) : M. Broadus
- Opal Alladin : Mme Broadus
- Tessa Albertson : Alex Faustner
- Jared Kemp (VFB : Antoni Lo Presti) : Kevin Broadus

Photos des acteurs
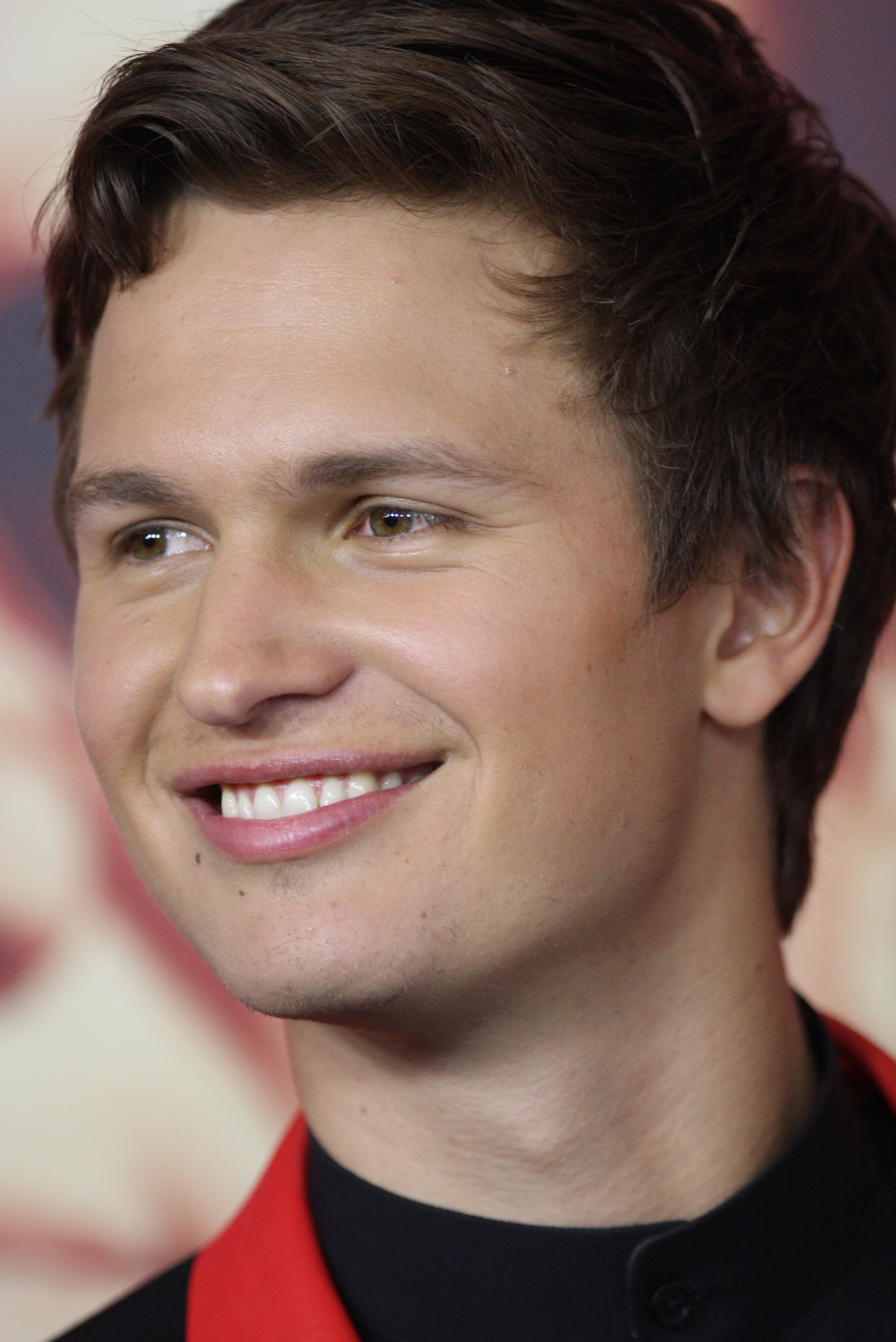
Ansel Elgort interprète Addison Schacht.
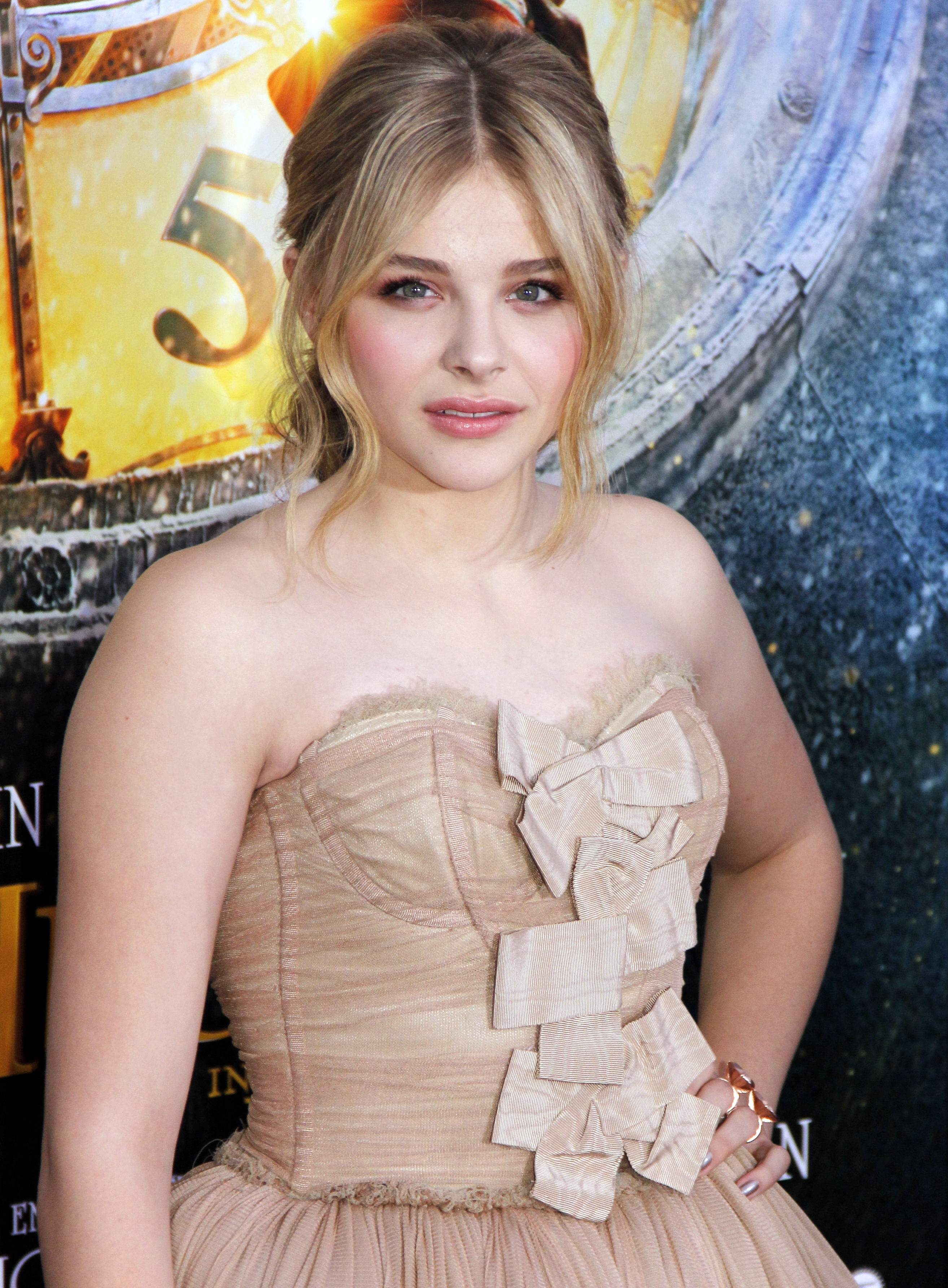
Chloë Grace Moretz interprète Phoebe « Digger » Sullivan.
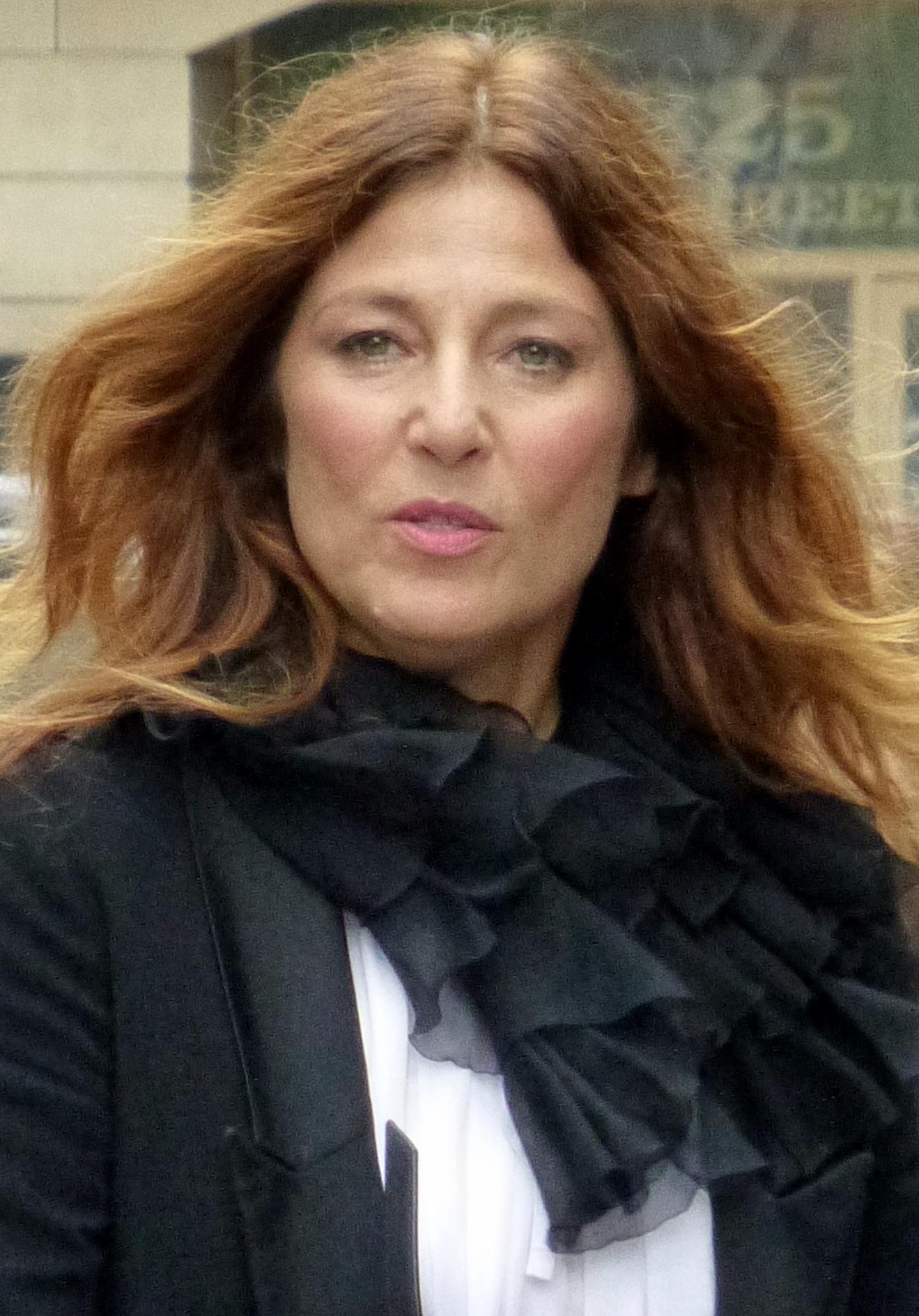
Catherine Keener interprète Fiona.
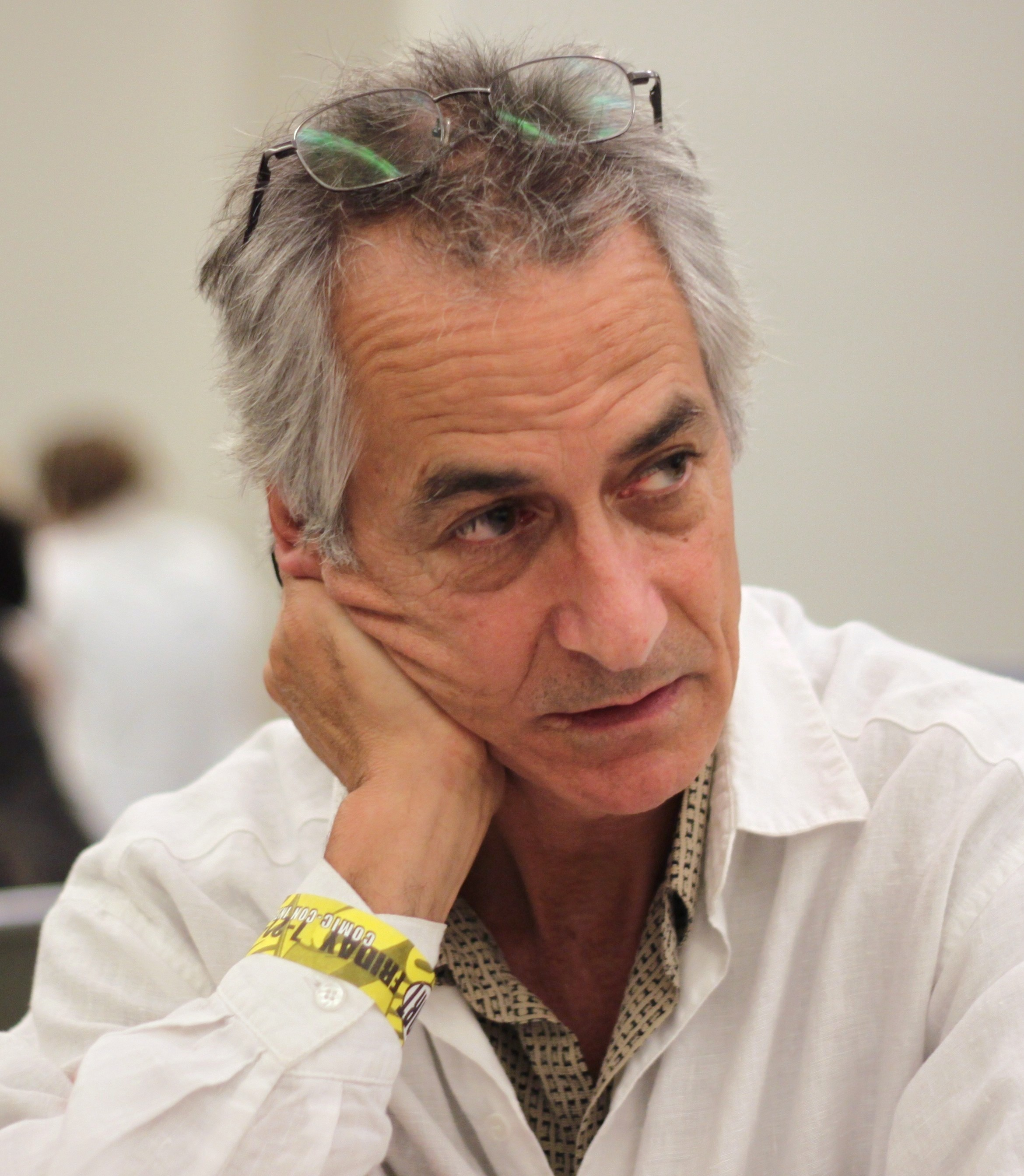
David Strathairn interprète Theo Schacht.
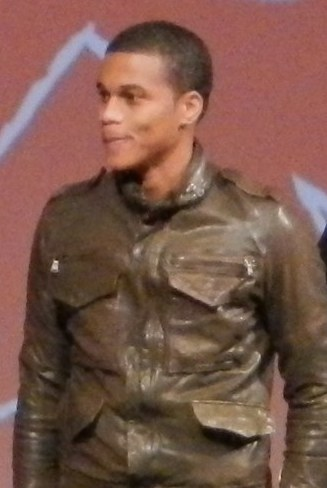
Cory Hardrict interprète Dr Cash.